# 2-es villamos (Szeged)
A szegedi 2-es jelzésű villamos az Európa liget és Szeged vasútállomás között közlekedik. December 24-én, a járatok délutáni leállása után közlekedő 2K jelzésű villamos azonos útvonalon közlekedik. A viszonylatokat a Szegedi Közlekedési Társaság üzemelteti.

## Története

### Régi 2-es villamos
A régi 2-es villamos a Felső Tisza-parton járt, a másik végállomása változó volt. 1927-ben az Ártézi kút (ma Anna-kút) és a Somogyi telep (ma Petőfitelep) között járt. 1943-ban a Fodor telep–Közvágóhíd viszonylatot megszüntették, helyette a Somogyi telep–Vágóhíd és a Széchenyi tér–Fodor telep viszonylatok jöttek létre. Ebben az évben számozták be a vonalakat, a Somogyi telepre járó a 2-es, a Fodor telepre járó viszonylat a 4-es számot kapta. 1972-től 4-es járt a Ságvári telepre, a 2-es pedig csak a Radnóti gimnáziumig, de pár hónappal később az Anna-kútig. 1977-ben a második közúti híd (Bertalan híd) építésének kezdete miatt a vonalat sürgősen megszüntették. A forgalom 1977. február 28-ával szűnt meg. Azóta ez a viszonylatszám nem volt használatban.

### Rókusi buszjáratok
Az 1970-es és 1980-as években Szeged északi részén lakótelepek sora épült (Tarján, Makkosház, Rókus). Az SZKV az autóbusz- és trolihálózat fejlesztésével kapcsolta be az új lakóterületet a város életébe. 1979-ben indult az első trolijárat, amelyet 1981-ben a Vértóig hosszabbítottak meg. 1985-ben indult a 2-es busz a Vértói úttól az újszegedi Erdélyi térre. 1999. november 15-én a Vértói végállomás helyett az útvonalát meghosszabbították Makkosházáig. A Rókusi körúton járt a 83-as busz is, amelynek csúcsidőben betétjárata is volt. Az autózás terjedése és a Rókusi körúton megjelenő bevásárlóközpontok miatt a terület megközelíthetősége időben sokat romlott. A rókusi autóbuszok és trolik rendszeresen csak lassan haladhattak a Belváros felé, ugyanakkor a bevezető utakon is gyakorivá váltak a torlódások a Romániába tartó forgalom miatt. A város a 2000-es évek közepén az elektromos tömegközlekedés megújítása mellett döntött.

### Tervezés
A villamospályát elválasztották a közúttól. A Károlyi Kollégium és a Körtöltés utca között a pályát a Rókusi körút közepén, a Körtöltés utca után pedig a körút külső peremén vezették. A vonal a Csongrádi sugárútnál ér véget, ahol a Vértó melletti erdőben egy hurokfordulóban található a kétvágányos végállomás. Az újonnan épített szakaszt 90%-ban füvesítették. Ez volt az országban az első élőfüves öntözött villamos pálya. A kiviteli terveket a Nagy és Társai Bt tervező iroda készítette. Nem csak a vágányok, de a kitérők is füvesített kivitelben készültek. Itt épült először makrószálas szintetikus szálerősített villamos pálya.
A 2-es villamos építését a város elektromos tömegközlekedésének teljes megújítása mellett kezdeményezték a város vezetői. A COWI eredeti javaslata szerint a villamosvonalat végig a Rókusi körút közepén vezették volna, később a terv úgy módosult, hogy a villamos nyomvonala a Körtöltés utcai megálló után kihúzódik a Rókusi körút északi szélére. Az épülő villamos nyomvonalán a terep előkészítése 2009-ben kezdődött. A villamospálya kivitelezésére kiírt pályázatot a cseh OHL ŽS, as. nevű cég vezette Szeged Villamos 2 Konzorcium nyerte el. 2009-ben a városi ellenzék kezdeti támogató véleményét megváltoztatva támadni kezdte a beruházást, de az összegyűjtött 650 tiltakozó aláírás elégtelennek bizonyult a kivitelezés leállításához.

### Kivitelezés

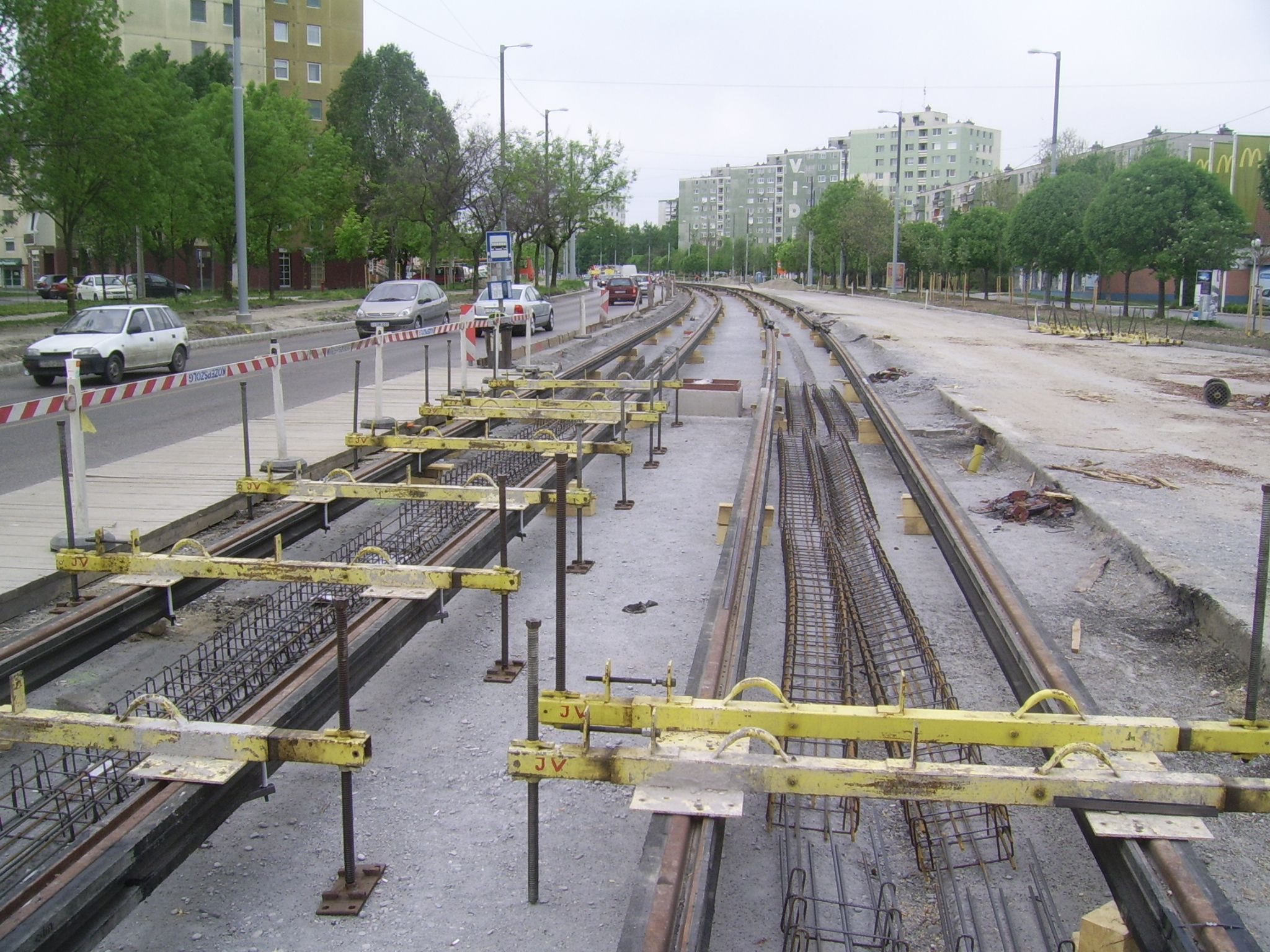
A Rókusi körúti szakasz építése

A vonalszakasz tényleges kivitelezése 2010. március 16-án a munkaterület elkerítésével kezdődött. A 2-es villamos Rókusi szakaszának építését végig nehézségek hátráltatták. A kivitelezők csak rendkívül nehézkesen haladtak a munkálatokkal, a befejezésre kitűzött 2010. augusztus 18-i időpontot ugyan sikerült szeptemberre eltolni, ám az őszi időpontban egyes szakaszokon a munkálatok lényegi részét sem sikerült elkezdeni. A lassú kivitelezés miatt a város előbb 400 millió forintnyi kötbért követelt a konzorciumtól, majd a szerződés felbontásával fenyegette meg az építőket. A munkálatok 2010-2011 telén szinte teljesen leálltak. 2011 tavaszán az építés végképp megfenekleni látszott: a konzorcium egyik magyar tagja ellen felszámolási eljárás indult, majd a vonal terveit elkészítő, ki nem fizetett vállalkozó tiltotta meg a tervek felhasználását. A nehézségek ellenére a létesítmény építése tovább haladt, 2011 nyarára a vonal magas készültségi szintet ért el. 2011 augusztusában, több mint egy évvel a tervezett üzemkezdet után tartották meg az első próbafutásokat az új pályán.

### Az átadás után
A 2-es villamos menetrend szerint 2012. március 3-án indult el – először 2-án közlekedett, ekkor ingyen lehetett használni. Az új villamosvonal miatt számos buszjáratot átszerveztek, illetve megszüntettek, az 1-es villamosnak pedig jelentősen ritkult a követése. 2013-ban 415 millió 465 ezer forint kötbér kifizetésére kötelezte a bíróság a kivitelező cégeket.

#### 2K
2017 óta december 24-én, a nappali járatok 16 órai leállása után 25-én a hajnali órákig, 2K jelzéssel ideiglenes járat közlekedik óránkénti követéssel a 2-es villamossal azonos útvonalon, minden megállóhelyet érintve. A Szeged pályaudvar felől induló villamosok bevárják a Budapest felől érkező vonatokat.

## Járművek

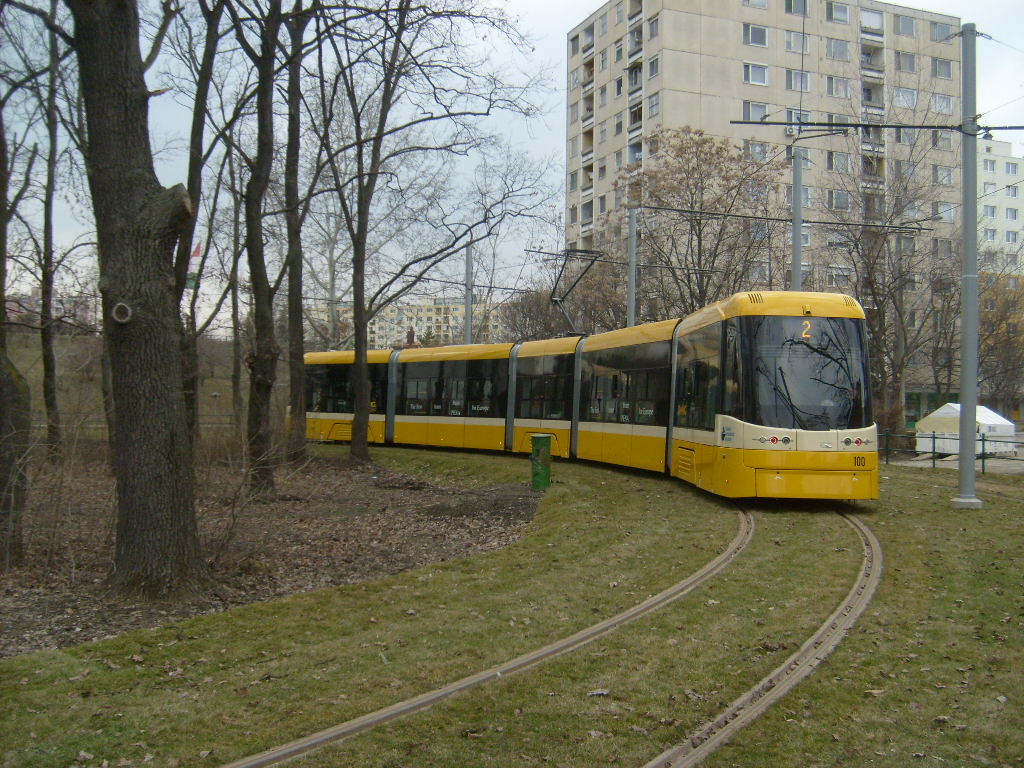
Pesa villamos az Európa ligetnél

Új járművek beszerzésére tendert írtak ki, az eredményt 2009. augusztus 28-án jelentették be, eszerint a lengyel PESA Bydgoszcz SA cég nyert.
Összesen 9 darab Pesa 120Nb típusú 100 százalékig alacsonypadlós, klímával és utastájékoztató rendszerrel felszerelt, egyoldali ajtós villamost rendelt a város és az SZKT. Az első darab 2011. szeptember 30-án, míg az utolsó 2012. május 23-án érkezett meg. A megfelelő mennyiségű új villamos megérkezése előtt, Tatra T6A2, Tatra KT4D és Pesa 120Nb típusú járművek közlekednek a 2-es vonalon. Az első villamos 2012 márciusában, az utolsó 2012 júniusában állt forgalomba.[forrás?]
2013. április 29-én az összes Pesa típusú villamost leállították rendszeres hibák, köztük fékhiba miatt. A járműveket május 15-én engedték újra forgalomba.
Egyedül ezen a vonalon közlekednek csatolt KT4D típusú villamosok is (213+215, 216+217).

## Útvonala

Útvonal térkép

| Szeged vasútállomás felé | Európa liget felé |
| --- | --- |
| Európa liget vá. – Rókusi körút – Kossuth Lajos sugárút – Széchenyi tér – Kelemen László utca – Zrínyi utca – Aradi vértanúk tere – Boldogasszony sugárút – Bem utca – Gőz utca – Indóház tér – Szeged pályaudvar vá. | Szeged vasútállomás vá. – Indóház tér – Galamb utca – Boldogasszony sugárút – Aradi vértanúk tere – Zrínyi utca – Kelemen László utca – Széchenyi tér – Kossuth Lajos sugárút – Rókusi körút – Európa liget vá. |

## Megállóhelyei
Az átszállási kapcsolatok között a Vásárhelyi Pál utca és a Szeged vasútállomás között azonos útvonalon közlekedő 1-es villamos és tram-train nincs feltüntetve!